# 衡阳郡
衡阳郡，中国古代的郡。

## 建置沿革

### 六朝
三国吴太平二年（257年）分长沙郡西部置，治所在湘南县（今湖南省湘潭县西涟水北岸）。以在衡山之阳得名。辖境相当今湖南省安化县、益阳市以南，衡阳市、县以北），湘江以西，双峰、涟源等市县以东地区。
晉武帝太康中，衡阳郡領九縣：湘鄉、重安、湘南、湘西、烝陽、衡山、連道、新康、益陽。西晋後期，衡阳郡為長沙國的支郡，太守改稱內史。永嘉以后改属湘州。南朝宋時，衡阳郡移治湘西县（今湖南省株洲县西南晚洲旱草坪），南部辖境略为缩小。

### 隋唐
隋文帝开皇九年（589年）滅陳，廢衡陽郡，其地屬衡州。隋煬帝大業三年（607年），改衡州为衡山郡。
唐高祖武德四年（621年），平蕭銑，改衡山郡為衡州。唐玄宗天寶元年（742年），改衡州為衡陽郡。衡陽郡領六縣：衡陽、常寧（今湖南省常宁市）、攸（今湖南省攸县网岭镇董家洲）、茶陵（今湖南省茶陵县）、耒陽（今湖南省耒阳市）、衡山（今湖南省衡山县开云镇）。唐肃宗乾元元年（758年），復改衡陽郡為衡州。

## 人口
- 晉武帝太康三年（282年），衡陽郡有23000戶。[1]
- 宋孝武帝大明八年（464年），衡陽郡有5746戶，28991口。[4]
- 唐玄宗天寶十三載（754年），衡陽郡有33688戶，19228口。[3]

## 行政長官

### 衡陽太守（257年—289年）
- 缪祎，沛郡人，吳孫皓時在任。[5]
- 杜烈，字仲武，蜀郡成都人，晉武帝時在任。[6]

### 衡陽內史（301年—303年）
- 曾瓌，西晉時在任。[7]

### 衡陽太守（303年—308年）
- 王矩，字令式，长沙人，晉惠帝後期在任。[8]

### 衡陽內史（308年—310年代）
- 杨邠，字岐之，犍为武阳人，晉懷帝时在任。[9]
- 滕育，晉懷帝永嘉五年（311年）遇害。[10]

### 衡陽太守（310年代—424年）
- 劉翼，淮陵人，晉明帝時在任。[11]
- 滕永文，南陽人，東晉時在任。[12]
- 韓璯，潁川長社人，東晉時在任。[13]
- 劉期公，南郡枝江人，東晉時在任。[14]
- 习凿齿，字彦威，襄阳人，東晉時在任。[15]
- 商灵均，晉安帝义熙中卒官。[16]
- 殷景仁，陳郡長平人，晉恭帝時在任。[17]

### 衡陽內史（424年—494年）
- 何承天，東海郯人，宋文帝時在任。[18]
- 路瓊之，丹楊建康人，宋孝武帝時在任。[19]
- 王應之，琅邪臨沂人，宋孝武帝大明末出任，宋明帝泰始二年（466年）被殺。[20]
- 顧憲之，字士思，吳郡吳人，齊高帝建元元年（479年）出任。[21]
- 王亮，字奉叔，琅邪臨沂人，齊武帝時在任。[22]

### 衡陽內史（495年—550年代）
- 夏侯溢，譙郡人，梁武帝時在任。[23]
- 王沖，字長深，琅邪臨沂人，梁武帝時在任。[24]
- 鄭惠，東陽信安人，梁武帝時在任。[25]
- 周弘直，字思方，汝南安城人，梁元帝太清四年（550年）承制時在任。[26]
- 孫瑒，字德璉，吳郡吳人，梁元帝時在任。[27]

### 衡陽內史（560年—589年）
- 謝哲，字穎豫，陳郡陽夏人，陳文帝時在任。[28]
- 任忠，字奉誠，小名蠻奴，汝陰人，陳廢帝光大元年（567年）降於華皎，後因其先有密啟於朝廷而釋而不問，陳宣帝太建初離任。[29][30]
- 駱文牙，字旗門，吳興臨安人，陳宣帝太建三年（571年）除，未拜。[31]
- 彭暠，陳後主太建十四年（582年）伏誅。[32]
- 樊通，陳後主禎明三年（589年）為隋軍所殺。[33]

### 衡陽郡太守（742年—758年）
- 苏务廉（743年）
- 王展（天宝年间）

## 國主

### 西晉長沙國（289年—291年，301年—303年，308年—311年）
| 長沙國（289年—291年，301年—303年，308年—311年） |        |      |        |             |          |
| 代數                                            | 封爵   | 謚   | 姓名   | 在位時間    | 備註     |
| 1                                               | 長沙王 | 厲王 | 司馬乂 | 289年—291年 | 晉武帝子 |
| 徙封常山，後復                                  |        |      |        |             |          |
| 1                                               | 長沙王 | 厲王 | 司馬乂 | 301年—303年 | 晉武帝子 |
| 伏誅，國除；後復                                |        |      |        |             |          |
| 2                                               | 長沙王 |      | 司馬碩 | 308年—311年 | 司馬乂子 |
| 沒於劉聰，國絕                                  |        |      |        |             |          |

### 南朝宋衡陽國（424年—479年）
| 衡陽國（424年—479年）丨食邑5000戶 |          |      |        |             |              |
| 代數                              | 封爵     | 謚   | 姓名   | 在位時間    | 備註         |
| 1                                 | 衡陽郡王 | 文王 | 劉義季 | 424年—447年 | 宋武帝第七子 |
| 2                                 | 衡陽郡王 | 恭王 | 劉嶷   | ？—463年    | 劉義季子     |
| 3                                 | 衡陽郡王 |      | 劉伯道 | ？—479年    | 劉嶷子       |

### 南朝齊衡陽國（479年—494年，495年—502年）
| 衡陽國（479年—494年，495年—502年） |          |      |        |             |            |
| 代數                               | 封爵     | 謚   | 姓名   | 在位時間    | 備註       |
| 1                                  | 衡陽郡王 | 元王 | 蕭道度 | 479年追封   | 齊宣帝長子 |
| 2                                  | 衡陽郡王 |      | 蕭鈞   | 479年—494年 | 蕭道度弟子 |
| 3                                  | 衡陽郡王 |      | 蕭子峻 | 495年—498年 | 蕭道度弟孫 |
| 4                                  | 衡陽郡王 |      | 蕭子坦 | 498年—502年 | 蕭道度弟孫 |

### 南朝齊衡陽國（494年—495年）
| 衡陽國（494年—495年）    |              |    |      |             |      |
| 以定策之功封，食邑3000戶 |              |    |      |             |      |
| 代數                     | 封爵         | 謚 | 姓名 | 在位時間    | 備註 |
| 1                        | 衡陽郡開國公 |    | 蕭諶 | 494年—495年 |      |
| 伏誅，國除               |              |    |      |             |      |

### 南朝梁衡陽國（502年—550年代）
| 衡陽國（502年—550年代）\|食邑2000戶 |          |      |        |             |              |
| 代數                                | 封爵     | 謚   | 姓名   | 在位時間    | 備註         |
| 1                                   | 衡陽郡王 | 宣王 | 蕭暢   | 502年追封   | 梁文帝第四子 |
| 2                                   | 衡陽嗣王 | 孝王 | 蕭元簡 | 504年—519年 | 蕭暢子       |
| 3                                   | 衡陽蕃王 |      | 蕭獻   |             | 蕭元簡子     |

### 南朝陳衡陽國（560年—589年）
| 衡陽國（560年—589年）丨食邑5000戶 |          |      |        |             |              |
| 代數                              | 封爵     | 謚   | 姓名   | 在位時間    | 備註         |
| 1                                 | 衡陽郡王 | 獻王 | 陳昌   | 560年       | 陳武帝第六子 |
| 2                                 | 衡陽郡王 |      | 陳伯信 | 560年—589年 | 陳昌從父兄子 |